# Клан Драммонд
Клан Драммонд (англ. Drummond) — шотландский клан, название которого происходит от географического названия Драймен (англ. Drymen) (название деревни в современном округе Стерлинг в центральной Шотландии). Легенда гласит, что Морис Венгерский (англ. Maurice of Hungary), сын Дьёрдя и внук Андраша I, является основателем клана Драммондов. На современном шотландском гэльском языке название клана звучит «Druimeanach».

## Происхождение фамилии
Как и многие названия шотландских кланов и фамилий, имя клана Драммонд произошло от названия местности, на территории которой род или клан долгое время проживал. Первоначально члены рода, владевшие этими землями или проживавшие на них значительно долго, так и звались — «такой-то из этой местности». Позже это название стало употребляться в качестве фамилии рода. Так произошло и название рода Драммонд, пришедшее от земель Драммонд (или Драймен) в Стерлингшире.

## Происхождение девиза
Gang warily — «Двигайся осторожно». Несмотря на то, что девиз, казалось бы, является напутствием к благополучным путешествиям, фактически он является предупреждением относиться с осторожностью ко всем чужакам, что не из клана. (англ. Go carefully). Интересна легенда о происхождении девиза, в которой говорится о том, что сэр Малкольм Драммонд (англ. Malcolm de Drummond) был предан королю Шотландии Роберту Брюсу (англ. Robert the Bruce), и в битве при Бэннокберне сэр Мальком Драммонд, который планировал сместить с позиций напуганную кавалерию англичан, рассыпав шипы перед лошадьми. Объясняя этот план королю Роберту перед битвой, Драммонд предупредил короля, что воины, которые будут сражаться рядом с ним, должны будут «двигаться осторожно» — «gang warily» и смотреть под ноги, чтобы не наступить на шипы, которые будут рассыпаны по всему полю. Таким образом этот девиз стал знаком рода Драммондов.

## XVIII век и восстание якобитов
Когда король Яков II взошёл на трон в 1685 году, Джеймс Драммонд, 4-й граф Перт (позднее 1-й герцог Перта), принял католическую веру, как и его брат, 1-й граф Мелфорт. По этой причине во время якобитских восстаний клан Драммонд активно поддерживал якобитов и Дом Стюартов. Вождь клана Джеймс Драммонд (сын 1-го герцога Перта), 2-й граф Перт присоединился к якобитам во время восстания 1715 года и сражался в битве при Шерифмуйре, после чего он бежал в изгнание во Францию.
За поддержку Стюартов во время якобитских восстаний в 1715 и в 1745 годах дважды лишались прав на земли и титулы Драммондов. Так было до 1853 года, когда по Акту Парламента титул графа Перта и другие отобранные титулы были восстановлены Георгу Драммонду, также являвшемуся бароном по французскому пэрству.

## Гербовая эмблема Драммондов

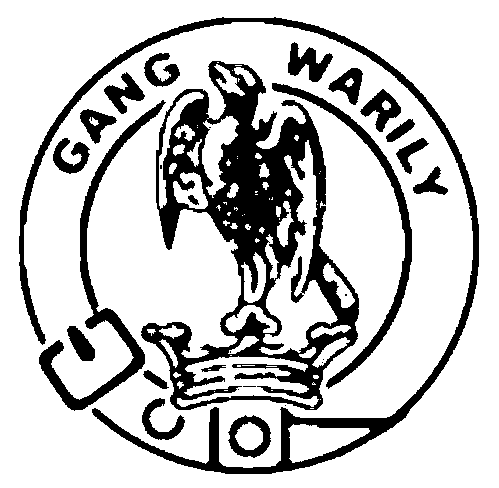
Знак члена клана Драммонд

Центральная фигура герба Драммонд — Ястреб-тетеревятник с расправленными крыльями. Также гербе клана Драммондов изображена корона (такая же, как герцогская, но изображающаяся с 2 половинами и одним целым «земляничным листом» в верхней части венца, без бархата и без горностаевого меха, отличавших герцогскую корону). Стилизованные ремень и пряжка, обрамляющие гербовую эмблему, показывают, что эмблема принадлежит обычному члену клана. На ремне написан девиз главы клана — Gang warily — «Двигайся осторожно» (англ. Go carefully). Такую эмблему члена клана Драммондов может носить любой представитель клана, любой ветви этого клана и любого септа, независимо от его фамилии. Члены других кланов иногда могут надевать эмблему лояльного клана, чтобы показать дружественный настрой по отношению к нему.
Следует отметить, что следует отличать эмблему простого члена клана (англ. Clansman) от других эмблем: эмблемы дворянина клана (англ. Armiger), эмблемы главы рода (англ. Chieftain) и эмблемы главы клана (англ. Chief of Clan). Они похожи по содержанию, но имеют ряд значительных отличий. Герб главы клана обычно изображается вписанным в простой круг, а не в «ремень», на котором изображен девиз главы клана, а за кругом находятся три орлиных или серебряных пера. Герб главы рода, подобно гербу главы клана, также вписан в простой круг с девизом, и за кругом находятся 2 пера. Эмблема дворянина также вписана в простой круг с девизом, но оформлена одним пером. Если глава клана, рода или дворянин являлись пэрами, они также могли по своему желанию поместить корону поверх круга.
Гербовая эмблема члена клана изготавливается из белого металла и никогда не должна изображаться другими цветами, кроме чёрного и белого (серебряного). Запрещено изготовление цветных эмблем клана. Женщины имеют привилегию носить эмблему клана в золоте.
Гербовую эмблему можно носить шесте или на копье. На шотландской шапочке — боннете — её стали носить только с XIX века. Запрещено изображение эмблемы клана в любом другом виде: на украшениях, на гербовой бумаге и прочем. Женщины имеют привилегию носить эмблему клана в виде броши на груди слева, на лацкане пиджака или на платье.

## Известные люди
- Драммонд, Джеймс Эрик, 16-й граф Перт (1876—1951)
- Драммонд, Уильям (1-й виконт Стреттелан) (1617—1688)